# Laure Beaumont-Maillet
Pour les articles homonymes, voir Beaumont et Maillet.
Laure Beaumont-Maillet, née le 4 mars 1947 à Clichy et morte le 7 juillet 2016 à Carantec, est une historienne, historienne de l'art et conservatrice française.
De 1983 à 2006, elle a dirigé le département des estampes et de la photographie de la Bibliothèque nationale de France.

## Biographie
Laure Maillet naît en 1947 à Clichy. « Beaumont » est son nom d'épouse.

### Formation et premiers postes à Metz
Elle a intégré l’École nationale des chartes en juin 1966. À l’issue de sa scolarité en juin 1970, elle a soutenu une thèse consacrée au grand couvent des cordeliers de Paris. D’août 1970 à septembre 1972, elle a été conservateur à la bibliothèque universitaire de Metz. Elle s’y est consacrée à constituer des collections et à installer cette bibliothèque dans ses nouveaux locaux de l’île du Saulcy. En 1971, elle a été diplômée de l’École pratique des Hautes Études (IVe section, sciences philologiques et historiques). D’octobre 1972 à septembre 1978, elle a été conservateur à la Bibliothèque municipale de Metz. Elle a participé à la construction et à l’aménagement de la nouvelle bibliothèque-médiathèque du Pontiffroy.

### Bibliothèque nationale de France
En octobre 1978, elle rejoint la Bibliothèque nationale et jusqu’en septembre 1982, affectée au département des Estampes et de la photographie, elle y est responsable du dépôt légal des images, chargée des études en vue de l’automatisation de la recherche documentaire et de l’établissement d’un schéma descriptif de l’image.
D’octobre 1982 à septembre 1983, elle est chargée de mission pour les relations extérieures auprès de l’Administrateur général de la Bibliothèque nationale, tout en assurant la fonction de rédacteur en chef de la Revue de la Bibliothèque nationale.

### Directrice du département des estampes et de la photographie
De septembre 1983 à décembre 2006, elle dirige le département des estampes et de la photographie.
De nombreuses initiatives permirent d’engager des chantiers tels que la réalisation en 1989 d’un vidéodisque de 38 000 images de la Révolution française, la plus importante banque d’images interactive réalisée à cette date ; l’informatisation des catalogues décrivant les livres et les œuvres ; le microfilmage des collections ont été entrepris, pour la sauvegarde de fonds très consultés et une meilleure communication des séries documentaires.
Laure Beaumont-Maillet a contribué aux enrichissements des collections du département en favorisant le dépôt légal de l’estampe tout en développant les acquisitions, dons et legs par des choix judicieux dans tous les domaines. Parmi les entrées marquantes, figurent les grands noms de l’estampe (Jacques Callot et Robert Nanteuil, Pierre Bonnard, Rodolphe Bresdin, Honoré Daumier, Edgar Degas, Paul Gauguin, Auguste Renoir, Henri de Toulouse-Lautrec), de la photographie (Gustave Le Gray, Félix Nadar, Nicéphore Niépce, les daguerréotypes de Girault de Prangey) et du dessin (des carnets d’Hélion et de François Houtin), sans oublier les dons d’artistes contemporains tels qu’Antonio Saura, Tàpies, Jean Frélaut, Sean Scully ou Jim Dine.

### Historienne de l'art
Laure Beaumont-Maillet fut commissaire de plusieurs expositions, en France et à l’étranger. Elle a su impulser un goût pour la recherche et la poursuite de travaux académiques au sein de son département, notamment par la poursuite des inventaires des fonds. Les moyens accordés pour l’enrichissement des collections contemporaines (estampe, photographie, affiche) et l’accent mis sur ces fonds ne se sont pas démentis au cours des vingt-trois années de son mandat : galerie de photographie, Prix Nadar ; revue Les Nouvelles de l’estampe, Prix Lacourière.
Spécialiste de l’histoire de Paris, elle a beaucoup écrit sur la capitale française (Sainte-Geneviève, Paris inconnu, L’Eau à Paris, …) et sur les collections de la Bibliothèque.

### Retraite et mort
À sa retraite, qu’elle a dû prendre de manière anticipée pour faire face à des difficultés de santé, elle consacre son temps à l'écriture de monographies sur Paris ou sur des artistes tels que Caspar David Friedrich.
Elle meurt le 7 juillet 2016 à Carantec (Finistère).

## Décorations
- Chevalière de la Légion d'honneur (2002)[1]
- Officière de l'ordre des Arts et des Lettres[7]

## Publications
- Le Grand Couvent des Cordeliers de Paris : étude historique et archéologique du XIIIe siècle à nos jours, Paris, H. Champion, 1975 (Bibliothèque de l’École des hautes études, IVe Section, Sciences historiques et philologiques ; 325)
- Paris inconnu, coll. Les albums du cabinet des estampes. Paris, Albin Michel, 1984.

- Prix Mottart 1985 de l’Académie française.
- La guerre des sexes, coll. Les albums du cabinet des estampes. Paris, Albin Michel, 1984.
- Vie et histoire du Xe arrondissement, Paris, Hervas, 1988.
- Les Lautrec de Lautrec, Brisbane, été-automne 1991 ; Melbourne, automne-hiver 1992 ; Paris, BN, hiver-printemps 1992
- Guide du Paris médiéval, Paris, Hazan, 1997
- Capa connu et inconnu, BnF, automne 2004, Martin Gropius Bau, Berlin, 2005
- Saint-Séverin, une église, une paroisse, coll. Patrimoine, Paris, Lacurne, 2010  (ISBN 2356030042). Prix Le Senne 2011, de l’Académie des inscriptions et belles-lettres.

### Éditions scientifiques
- Le Florilège de Nassau-Idstein par Johann Walter, 1604-1676, édition par Laure Beaumont-Maillet. Arcueil, Anthèse, 1993